# Ран, Лазарь Саулович
Ла́зарь Сау́лович Ран (18 апреля 1909, Двинск — 5 августа 1988, Минск) — белорусский советский художник-график, живописец и скульптор.

## Биография

### Довоенный период
Родился в Даугавпилсе (тогда Двинск) в традиционной еврейской семье. Когда Лазарю было шесть лет, семья переехала в Полоцк. Отец Лазаря был специалистом по пушнине, мать была портнихой и домохозяйкой.
С 1928 по 1932 годы Лазарь Ран учился в Витебском художественном училище у художников Е. С. Минина, Ф. А. Фогта, М. Г. Энде. Во время учёбы подружился с А. Волковым, А. Заборовым, А. Гугелем и Р. Кудревич. Затем работал книжным иллюстратором в Государственном издательстве БССР в Минске.
С конца 1930-х годов участвовал в художественных выставках, в основном как живописец в жанрах портретов и исторических композиций в реалистическом направлении.
В ноябре 1932 года был арестован за антисоветскую агитацию и позже осужден Особым совещанием Коллегии ОГПУ. Несколько месяцев провел в тюрьме, но чудом был освобожден (реабилитирован Прокуратурой БССР 31 мая 1989 года). После освобождения перебрался в Москву и оставался там до освобождения Беларуси в 1944 году.
Художник написал ряд портретов героев Великой Отечественной войны и картины на связанные с войной темы.
Член Союза художников БССР с 1940 года.

### Послевоенный период

#### Серия «Минское гетто»
Вернувшись в Минск в 1944 году, Лазарь Ран узнал о гибели в Минском гетто всей своей семьи и всех оставшихся в городе родственников. Эта трагедия определила тематику всего дальнейшего творчества художника.
После войны Ран обратился к графике и к новым для него техникам офорта и литографии. С этого времени графика стала одним из основных направлений творчества художника.
В середине 1950-х годов Ран начал работать над уникальной серией офортов «Минское гетто». Он работал над этим циклом 20 лет, стремясь достичь максимальной выразительности и технического совершенства. Этот цикл — одно из самых пронзительных произведений, посвящённых трагедии Холокоста. Серия включает 17 (19) картин, в том числе:
- «Ад»
- «Безумная»
- «За колючей проволокой»
- «Музыка»
- «Поэт»
- «Птицы»
- «Стрельба»
- «В хранилище»
- «Философ»
- «Больная мать»
- «Удачливый»
- «Яма»

Эта серия офортов долгие годы не экспонировалась. В 1979 году при посредничестве немецкой художницы Леи Грундиг Дрезденская картинная галерея приобрела альбом этих гравюр. Лишь в 1991 году офорты были показаны на выставке во Дворце культуры минского тонкосуконного комбината имени Т. Я. Киселёва. После этого, в конце 90-х годов, искусствовед Лариса Финкельштейн вновь выставила эти работы в своей галерее «Брама».
Художник продолжил тему Минского гетто в других работах в литографии, скульптуре и живописи. В качестве художественного элемента Лазарь Ран вводит в литографии «Говори, слушай, помни», «Фашистские убийцы» и «Реквием» надписи на идише. В отличие от офортов с сочетанием тёмных и светлых тонов, литографии выглядят как скульптурные рельефы. Две литографии — «Мадонна из гетто» и «Посвящение Абраму Бразеру» — выполнены в форме надгробий. Абрам Бразер, белорусский скульптор, живописец и график, был другом художника и погиб в Минском гетто вместе с сыном.

#### Живопись и скульптура
Лазарь Ран также известен как живописец и скульптор. Его бронзовые рельефы «Посвящается погибшим в гетто», «Музыка», «Памяти Януша Корчака», используют символику еврейских святынь и тексты на идише. Как памятник погибшим в Минском гетто художником была задумана бронзовая скульптура.
Некоторые его картины — «Больная мать», «Музыка», «В склепе» — повторяют композиции офортов и бронзовых рельефов, посвящённых Минскому гетто. Художник постоянно обращался к трагедии еврейского народа.
Продолжал иллюстрировать книги: «Муму» И. Тургенева (1953), «Детский сад» А. Велюгина, «Гимнастик» Н. Кальмы (1954) и другие.

#### Цикл «Разбитые надгробья»
Серия цветных литографий начала 1970-х годов «Цуброхене мацейвес» («Разбитые надгробья» на идише) первоначально называлась «Идише шрайбер» («Еврейские писатели»). Она включает портреты известных писателей и поэтов, живших в разные эпохи и внесших большой вклад в развитие еврейской культуры. Более 20 портретов всей серии изображены на традиционных еврейских надгробиях — мацевах. На титульном листе серии изображён камень со львом (элемент традиционного еврейского орнамента), держащим зажжённую свечу над надписью «Еврейские писатели». Лазарь Ран создал образы классиков еврейской литературы, на произведениях которых был воспитан: Шолом-Алейхема, Менделе Мойхер-Сфорима, Семёна Ан-ского, Шауля Черниховского, Ицхока-Лейбуша Переца. Продолжением цикла стали портреты современников художника: Исаака Бабеля, Изи Харика, Переца Маркиша и других.

#### Известные работы
Из известных работ Лазаря Рана:
- портрет Героя Советского Союза А. Масловской;
- портрет комиссара партизанского отряда В. Крайко , 1945;
- портрет профессора Л. Никонова[бел.], 1948;
- «Оккупанты», 1948;
- «Брестская крепость» (15 листов), 1952
- «Дедушка-герой», 1957;
- «Вести из Петрограда», 1957;
- «Сталевары», 1958;
- «Родной уголок мой, как ты мне дорог…» (по произведению Якуба Коласа), 1958—1960
- «Якуб Колас в Новогрудке», 1960
- «Белорусская легенда», 1960;
- портрет Франциска Скорины, 1963
- «На родине» (по мотивам произведений Янки Купалы), 1970
- «Еврейские писатели», 1962—1972
- «Встреча в Вильнюсе», 1980
- «Янка Купала и тётя у Чёрного озера», 1983
- «Кижи»
- «Белорусская деревянная архитектура»

## Память
В ноябре 2009 года в Российской государственной библиотеке искусств открылась выставка «Расстрелянная литература. Еврейские писатели в графике Лазаря Рана». Выставка организована библиотекой совместно с Музеем истории и культуры евреев Беларуси. На выставке были представлены 16 оригинальных графических работ Лазаря Рана из цикла «Еврейские писатели».
В 2014 году в Национальном историческом музее Республики Беларусь открылась выставка «Памяти Минского гетто» на основе произведений Лазаря Рана и экспонатов Музея истории и культуры евреев Беларуси. 
В Национальном художественном музее Беларуси создана online-выставка «Реквием. Серия офортов и литографий «Минское гетто» Лазаря Рана».
Работы художника хранятся в основном в частных коллекциях в Беларуси, США, а также в семье сына художника.